# Orthomeria xanti
Orthomeria xanti is een insect uit de orde Phasmatodea en de familie Aschiphasmatidae. De wetenschappelijke naam van deze soort is voor het eerst geldig gepubliceerd in 1906 door Redtenbacher.